# Sangatsu no Lion
Sangatsu no Lion (3月のライオン?), también conocido por su título en inglés March Comes in like a Lion o como El león de marzo en español, es un manga japonés escrito por Chika Umino, autora de Honey and Clover. La obra cuenta con dos videos musicales, una serie de anime de dos temporadas, y dos películas de imagen real. Comenzó su serialización en la revista de manga seinen Young Animal de Hakusensha, desde su decimocuarta edición en 2007 (publicada el 13 de julio de 2007).
Hakusensha emitió un comercial de televisión anunciando la serie en numerosas estaciones de televisión japonesas, y también lo publicó en su sitio web oficial. Hasta agosto de 2023, se han publicado diecisiete volúmenes de la serie en formato tankōbon. La adaptación animada por el estudio Shaft se transmitió entre el 8 de octubre de 2016 y el 18 de marzo de 2017 en NHK, con una segunda temporada emitida desde el 14 de octubre de 2017 al 31 de marzo de 2018. En marzo y abril de 2017 se estrenaron las películas de imagen real.
El manga tiene comentarios del jugador de shogi profesional Manabu Senzaki sobre las reglas y la cultura del shogi.

## Argumento
La serie se desarrolla en Tokio, siguiendo la vida cotidiana de un jugador de shōgi de 17 años, Rei (lit. "Cero"). Umino basó el escenario de Sangatsu no Lion en una investigación que ella misma realizó, estando ya familiarizada con el escenario por su trabajo anterior: Honey and Clover.
Rei es un jugador profesional de shōgi de 17 años que vive solo. Cuando era niño perdió a sus padres y a su hermana menor en un accidente automovilístico; y fue entonces adoptado por un amigo de su padre. Actualmente está separado de su familia adoptiva y apenas tiene amigos. Entre sus conocidos se encuentra una familia formada por una mujer joven, Akari Kawamoto; y sus hermanas menores, Hinata y Momo, que también tienen varios gatos. A medida que la historia avanza, Rei se enfrenta a su maduración como jugador y como persona, mientras desarrolla sus relaciones con los demás, especialmente con las hermanas Kawamoto.

## Personajes

### Principales
- Rei Kiriyama (桐山 零 Kiriyama Rei?)

Vive solo en Rokugatsu-cho. Es estudiante de preparatoria y jugador profesional de shōgi. Es un muchacho solitario.
- Akari Kawamoto (川本 あかり Kawamoto Akari?)

Vive en Sangatsu-cho. Es la mayor de tres hermanas cuya madre falleció y su padre se marchó de casa. Tal es así que a Akari le toca cuidar de sus dos hermanas. Es muy buena cocinera y cuida de todos.
- Hinata Kawamoto (川本 ひなた Kawamoto Hinata?)

Es la segunda hermana Kawamoto. Es estudiante de secundaria baja, muy alegre y trabajadora. No es buena cocinando.
- Momo Kawamoto (川本 モモ Kawamoto Momo?)

Es la más pequeña de las hermanas. Asiste al jardín de niños. Sigue a Rei a todas partes.

### Familia Kōda
- Masachika Kōda (幸田 柾近 Kōda Masachika?)

Amigo del padre biológico de Rei. Se hace cargo de Rei cuando su familia fallece y lo convierte en su aprendiz de shōgi. Es jugador profesional. Es 8-dan.
- Kyōko Kōda (幸田 香子 Kōda Kyōko?)

Es la hija mayor de la familia Kōda y hermana adoptiva de Rei. Tiene una personalidad ruda y una relación de amor-odio con Rei. Lo culpa de robarle el amor y atención de su padre.
- Ayumu Kōda (幸田 歩 Kōda Ayumu?)

Es el hijo menor de la familia Kōda y hermano adoptivo de Rei. Después de perder ante Rei en shōgi, dejó de jugar y comenzó a limitarse a jugar videojuegos en su habitación.

### Jugadores profesionales de shōgi
- Harunobu Nikaidō (二海堂 晴信 Nikaidō Harunobu?)

Conoce a Rei desde niños y, si bien son rivales, lo considera su mejor amigo. Si bien su salud está deteriorada, proyecta toda su energía en el shōgi.
- Issa Matsumoto (松本 一砂 Matsumoto Issa?)

El alma de la fiesta en el mundo del shōgi. Es 5-dan.
- Tatsuyuki Misumi (三角 龍雪 Misumi Tatsuyuki?)

Más conocido como "Smith". Se destaca por su veloz estilo de juego. Es 6-dan.
- Kai Shimada (島田 開 Shimada Kai?)
- Masamune Gotō (後藤 正宗 Gotō Masamune?)
- Tōji Sōya (宗谷 冬司 Sōya Tōji?)
- Shōichi Matsunaga (松永 正一 Matsunaga Shōichi?)
- Yasui (安井?)

### Otros personajes
- Yūsuke Takahashi (高橋 勇介 Takahashi Yūsuke?)

Es amigo de la infancia de Hinata. Admira a Rei.
- Someji Kawamoto (川本 相米二 Kawamoto Someji?)

Es el abuelo de las hermanas Kawamoto. Trabaja en "Crescent Moon", una tienda de dulces del barrio Sangatsu-cho.
- Hanaoka (花岡?)

Es el devoto mayordomo de Harunobu.
- Takashi Hayashida (林田 高志 Hayashida Takashi?)

Es el profesor del colegio de Rei. Se preocupa por él por su personalidad solitaria y por no poder adaptarse a la vida escolar. Es fanático del shōgi.
- Misaki (美咲?)
- Seijirō ({{{2}}}?).

## Contenido de la obra

### Manga
Está siendo publicado en la revista Young Animal de la editorial Hakusensha. A la fecha, presenta 17 tomos.

#### Publicaciones
| Volumen | Fecha de publicación en Japón |
| ------- | ----------------------------- |
| 01      | 22 de febrero de 2008.        |
| 02      | 19 de noviembre de 2008       |
| 03      | 12 de agosto de 2009          |
| 04      | 9 de abril de 2010            |
| 05      | 26 de noviembre de 2010       |
| 06      | 22 de julio de 2011           |
| 07      | 23 de marzo de 2012           |
| 08      | 14 de diciembre de 2012       |
| 09      | 27 de septiembre de 2013      |
| 10      | 28 de noviembre de 2014       |
| 11      | 25 de septiembre de 2015      |
| 12      | 29 de septiembre de 2016      |
| 13      | 25 de septiembre de 2017      |
| 14      | 21 de diciembre de 2018       |
| 15      | 26 de diciembre de 2019       |
| 16      | 29 de septiembre de 2021      |
| 17      | 29 de agosto de 2023          |
| 18      | 29 de septiembre de 2025      |

### Videos musicales

#### 3-gatsu no Lion meets Bump of Chicken
3-gatsu no Lion meets Bump of Chicken (3月のライオン meets BUMP OF CHICKEN?) es un video en colaboración entre el manga de Umino y la canción Fighter de la banda japonesa Bump of Chicken. El 28 de noviembre de 2014, junto con el 10.º tomo del manga, fue lanzado el sencillo, con una duración aproximada de 5 minutos.

#### Answer
Answer (アンサー?) es el segundo video lanzado en colaboración con Bump of Chicken. El tema es el primer opening de la serie. Habiendo sido lanzado el 21 de diciembre de 2016, tiene una duración de 1 minuto.

### Anime
La serie de anime fue estrenada el 8 de octubre de 2016. Es producida por el estudio SHAFT. Su primera temporada contó con 22 episodios. Una segunda temporada fue estrenada el 14 de octubre de 2017 y finalizó el 31 de marzo de 2018. La segundo temporada repitió el formato de 22 episodios.

#### Banda sonora
- Openings:
  - Answer (アンサー) por Bump of Chicken.
  - Sayonara Bystander (さよならバイスタンダー) por YUKI.
- Endings:
  - Fighter (ファイター) por Bump of Chicken (eps 1-6, 8-11).
  - Nyaa Shougi Ondo (ニャー将棋音頭) por Kana Hanazawa, Ai Kayano y Misaki Kuno (ep 7).
  - orion por Kenshi Yonezu (12-22).

### Sangatsu no Lion Recap
Sangatsu no Lion Recap (3月のライオン総集編?), también llamado Sangatsu no Lion Episode 11.5, es un especial de televisión transmitido el 29 de diciembre de 2016. En este especial se resumen los 11 primeros capítulos de la serie de anime. El opening fue el tema Answer (アンサー) por Bump of Chicken.

### Película en imagen real
La adaptación cinematográfica del manga contará con dos partes a estrenarse: 18 de marzo de 2017 (parte 1) y 22 de abril de 2017 (parte 2). La dirección de la película está a cargo de Keishi Ōtomo. La distribución será realizada por la productora Tōhō. La producción, por Asmik Ace Entertainment y Robot. El tema principal de la primera película será Be Noble de Boku no Lyric no Bōyomi. El de la segunda película será Haru no Uta de Sakura Fujiwara.

## Recepción
La obra fue nominada a los premios Manga Taishō en sus ediciones de 2009 y 2011, logrando ganarlo en esta última. También ganó el Premio de Manga Kōdansha en su 35.ª edición en la "Categoría General", compartiendo dicho premio con Uchū Kyōdai de Chūya Koyama. En 2014, fue condecorada con el "Gran Premio" del 18.º Premio Cultural Tezuka Osamu.
La revista especializada en libros y manga Da Vinci de Kadokawa y Media Factory ha revelado que, en su 17.ª edición del "Libro del año", el manga de Chika Umino ha obtenido el 1.er puesto del ranking de mangas. Dicho ranking no sólo contempla las ventas (en este caso, de los volúmenes 1 al 11), sino también por los votos de 5117 personas, que incluyen: críticos literarios, escritores y empleados de librerías.
La edición de 2017 de la guía Kono Manga ga Sugoi! de la compañía Takarajimasha ha revelado el top 20 de los mejores mangas, tanto por lectores masculinos como femeninos. La obra de Umino ha sido elegida como la 7.º mejor, según los lectores hombres, compartiendo el lugar con el manga Drifters.